# Cynanchum mongolicum
Cynanchum mongolicum là một loài thực vật có hoa trong họ La bố ma. Loài này được (Maxim.) Kom. mô tả khoa học đầu tiên năm 1920.